# 台湾疎開
台湾疎開（たいわんそかい）は、太平洋戦争末期の1944年（昭和19年）夏以降に、大日本帝国政府が沖縄県の住民等を日本統治下の台湾に疎開させた政策である。合計1万4044人の疎開者のうち1万1448人が頼るべき親類縁者のない無縁故疎開であり、終戦後の食糧事情の悪化やマラリアなどによって1割弱にあたる1,162人が命を落とした。

## 概要
連合軍の侵攻への準備や沖縄県における食糧事情の悪化などを背景に、サイパンの戦いが日本軍敗北に終わった1944年（昭和19年）7月7日の緊急閣議で、沖縄県民のうち女性と子供、高齢者を対象に8万人を本土へ、2万人を台湾へ疎開させることが決定された。輸送は全額を国庫負担して行われ、海軍艦艇を含む各種船舶が投入された。台湾への疎開者に対しては、台湾総督府より、住居の提供や1人あたり1日に50銭の公的支援が実施された。
強い勧奨はあったものの自由疎開であったため、海上移動中の遭難へのおそれもあって当初は疎開希望者が少なかった。しかし、1944年（昭和19年）10月の十・十空襲をきっかけに住民の危機意識が高まったことから疎開は進展し、相当数が疎開した。1945年（昭和20年）4月に沖縄本島へ連合軍が上陸して沖縄戦が開始された後も、石垣島からの台湾疎開は継続された。この間、疎開船が空襲を受けて50-70人が死亡した尖閣諸島戦時遭難事件のような事例も発生している。
閣議決定に基づき実際に疎開した人数については、終戦後の1945年（昭和20年）11月4日に台湾軍管区参謀長名で台北市からの電報で伝えられた概数では、約1万名（うち本島3,000人、宮古5,000人、石垣2,500人）とされている。また、近年、国史館台湾文献館で発見された「無縁故疎開せる沖縄島民の送還に関し嘆願の件」という1945年（昭和20年）12月の文書によれば、沖縄から直接疎開した者が1万2447人、移住先などの南洋群島から疎開した者が1,597人で、合計1万4044人となっている。後者の文書は、台湾の沖縄出身者が戦後に組織した沖縄同郷会連合会が作成し、1945年（昭和20年）12月に中華民国の陳儀台湾省行政長官兼警備総司令に送ったものである。
終戦後、台湾は中華民国、沖縄は琉球列島米国軍政府の統治下として分断されたため、多くの台湾疎開者が帰国不能となって生活に苦しんだ。特に、無縁故疎開者が多数を占めたことが生活を困難にしており、沖縄同郷会連合会によると無縁故疎開者が1万1448人となっている。占領軍による台湾総督府接収後は日本政府の公的支援も不可能となっていた。マラリアに罹患する者もあり、沖縄同郷会連合会によれば1,162人が1945年（昭和20年）12月までに何らかの原因で死亡したという。沖縄同郷会連合会は、中華民国政府に対し、疎開者の沖縄への送還や罹病者の救済を求めているほか、終戦によって台湾からの食糧移入が途絶えてたために食糧事情が悪化している疎開元の先島諸島について、台湾からの米や種籾の輸出を要望するなどした。台湾軍管区参謀長名の電文でも、連合国側と折衝して早期に帰還や食糧援助を実現するよう要請している。漁船などによる密航で帰国しようとした者も多数あり、1945年（昭和20年）11月1日には難破により100人以上が死亡する栄丸遭難事件も発生している。